# Acerodon celebensis
Acerodon celebensis is een vleermuis uit het geslacht Acerodon die voorkomt op Celebes, Salyer, de Sangihe-eilanden en de Soela-groep. Deze soort omvat ook populaties die eerder werden geïdentificeerd als Pteropus arquatus en Pteropus argentatus.
A. celebensis is een grote, oranje-goudkleurige vleerhond. Mannetjes zijn wat groter dan vrouwtjes. De oren zijn relatief lang. Bij de populatie op Sanana is het deel van de bovenkant van de vleugel voor de tweede vinger wit (de rest is zwart). Mannetjes hebben een kop-romplengte van 222 tot 245 mm, een voorarmlengte van 135 tot 144,3 mm en een schedellengte van 62,5 tot 66,8 mm, vrouwtjes een kop-romplengte van 183 tot 232 mm, een voorarmlengte van 120,5 tot 140 mm en een schedellengte van 59,3 tot 63,5 mm.
Acerodon celebensis · Acerodon humilis · Filipijnse vliegende hond · Acerodon leucotis · Acerodon mackloti